# Crunnmáel mac Suibni
Crunnmáel mac Suibni (fl.  656) est un roi d'Ailech et un Chef du Cenél nEógain une branche des Uí Néill du Nord. Il est le fils le fils d'l'Ard ri Erenn Suibne Menn († 628). Selon les  Laud Synchronisms il succède à son oncle Ernáine mac Fiachnai mort en 636 et règne pendant  24 ans  ce qui impliquerait un règne comme  roi d'Ailech de 636 à 660.

## Règne
En 637 un combat naval au large du  Sailtir (Kintyre) en Écosse, oppose le Cenél nEógain et le Dál Riata d'un coté et le Cenél Conaill d'autre part avec une victoire du  Cenél Conaill. Ils intervenaient comme alliés de Congal Cáech, roi d'Ulaid contre l'Ard ri Domnall mac Áedo († 642) du Cenél Conaill. Il est vraisemblable que c'était le Cenél maic Ercae une autre lignée du  Cenél nEógain et non le  Cenél Feradaig lignée à laquelle appartenait  Crundmáel qui était en cause car Congal Cáech avait tué son père Suibne en 628.
Le seul autre événement relevé pendant son règne est la Bataille de Flescaig, au cours de laquelle il défait Cumascach, fils d' Ailill, chef des Uí Cremhthainn du Royaume d'Airgíalla en 656 et où il est tué.

## Postérité
Son fils Fergus mac Crundmáel († c. 670) sera également roi d'Ailech. Un autre de ses fils , Máel Tuile, deviendra le père de Fland mac Máel-Tuile mac Crundmáel († 700) et de Urthuile mac Máele Tuile, également rois d'Ailech.

### Source
- (en) T.M. Charles-Edwards, Early Christian Ireland, Cambridge, Cambridge University Press, 2000 (ISBN 0-521-36395-0)